# بيرت بيلي
بيرت بيلي (بالإنجليزية: Bert Bailey)‏ هو كاتب ومؤلف وممثل أسترالي ونيوزلندي، ولد في 11 يونيو 1868 في نيوزيلندا، وتوفي في 30 مارس 1953 في أستراليا.

## وصلات خارجية
- بيرت بيلي على موقع IMDb (الإنجليزية)
- بيرت بيلي على موقع قاعدة بيانات الفيلم (الإنجليزية)